# Mudug
Mudug (ook: Modugh, Mudugh, Arabisch: مدق) is de grootste van de 18 regio's (gobolka's) in Somalië.

Mudug ligt in het centrum van het land en heeft een oppervlakte van 72.933 km², bijna 2 x Nederland. De hoofdstad en grootste stad is Galkayo. De regio Mudug grenst in het zuidwesten aan de regio Galguduud; in het noordwesten aan Ethiopië; in het noorden aan de regio Nugaal en in het oosten aan de Indische Oceaan.
De regio Mudug heeft 350.099 inwoners (2005) en is onderverdeeld in 5 districten, als volgt:
- het district Galdogob, 40,433 inwoners, met de districtshoofdstad Galdogob (ook Goldogob genoemd);
- het district Galkaio, 137.667 inwoners, met de districtshoofdstad Galkaio (ook Gaalkacyo genoemd);
- het district Harardheere, 65.543 inwoners, met de districtshoofdstad Harardheere (ook Xarardheere genoemd);
- het district Hobyo, 67.249 inwoners, met de districtshoofdstad Hobyo;
- het district Jariiban, 39.207 inwoners, met de districtshoofdstad Jariiban.

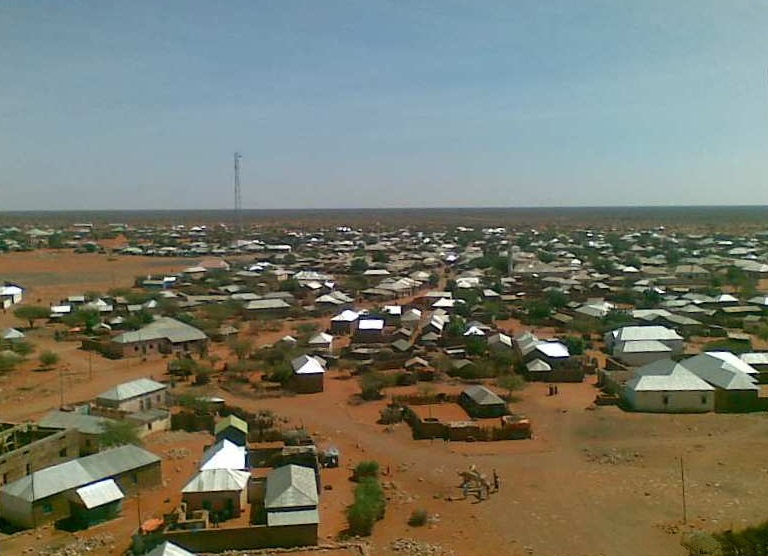
Galdogob, hoofdstad van het gelijknamige district

Deze indeling dateert uit 1985, dus van voor de Somalische burgeroorlog. In de periode dat Somalië een failed state was zonder enig centraal gezag (1991 - 2012) werden op diverse plaatsen in Somalië nieuwe regio's en districten opgericht of werden de grenzen van bestaande districten gewijzigd. Maar bij gebrek aan een centraal gezag om zulke wijzigingen te bekrachtigen hebben zij geen formele status. Vaak zijn er ook geen landkaarten beschikbaar van deze onofficiële regio's en districten, of hooguit schetsmatig. Op Wikipedia wordt daarom de laatste formele indeling, uit 1985, gebruikt. Deze indeling wordt ook aangehouden door de Verenigde Naties.
In het geval van Mudug is de huidige situatie dat het noorden van de regio sinds 1998 tot de zelfverklaarde autonome staat Puntland behoort (nl. het noordelijk deel van de districten Galdogob, Galkaio en het grootste deel van Jariiban) en de zuidelijke helft tot de autonome staat Galmudug die werd uitgeroepen in 2006. De scheidslijn loopt dwars door Galkaio: de noordelijke helft van de stad ligt in Puntland; de zuidelijke helft geldt als de hoofdstad van Galmudug. In het deel van Mudug dat tot Puntland behoort heeft Puntland sommige administratieve grenzen gewijzigd. Zo is bijv. het stadje Godob Jiraan, gelegen in het district Jariiban, uitgeroepen tot de hoofdstad van een nieuw Puntlands district (ook Godob Jiraan genaamd).

Eind 2012 kreeg Somalië weer een centrale regering die o.a. als taak heeft om uiterlijk eind 2016 een federaal staatsbestel op te zetten met deelstaten. Op dat moment zou een nieuwe, formele regionale indeling van Somalië van kracht kunnen worden. De kans is reëel dat Mudug dan als regio ophoudt te bestaan omdat Puntland en Galmudug beide streven naar een status als toekomstige federale staat in Somalië. Galmudug is overigens te klein om daarvoor te kwalificeren en zoekt daarom toenadering tot andere gebieden verder zuidelijk, zoals Himaan en Heeb.